# Maks Krmelj
Maks Krmelj - Matija, slovenski komunist, partizan, politični komisar, prvoborec in narodni heroj, politik in gospodarstvenik * 23. februar 1910, Hotavlje, † 5. maj 2004, Ljubljana. 
Imerl je čin 
Leta 1941 je vstopil v NOB, kjer je postal politični komisar bataljona, nato pa sekretar KPS za Gorenjsko. Udeležil se je 2. zasedanja AVNOJa,
Leta 1944 je bil izvoljen v razširjeni IO OF, bil je tudi poverjenik za zadružništvo pri SNOS, po letu 1945 je predsedoval Glavni zadružni zvezi Slovenije ter nato ustanovil in vodil kmetijskoživilsko podjetje Agromel. Imel je čin rezervnega generalmajorja JLA.

## Odlikovanja
- red narodnega heroja
- red partizanske zvezde I. stopnje
- red zaslug za ljudstvo I. stopnje
- red bratstva in enotnosti I. stopnje
- red za hrabrost